# 740-е годы
740-е (семьсо́т сороковы́е) го́ды по юлианскому календарю — промежуток времени с 1 января 740 года по 31 декабря 749 года, включающий 740 год 4-го десятилетия   и с 741 по 749 годы    5-го десятилетия VIII века 1-го тысячелетия.  Они закончились 1276 лет назад.

## Важнейшие события

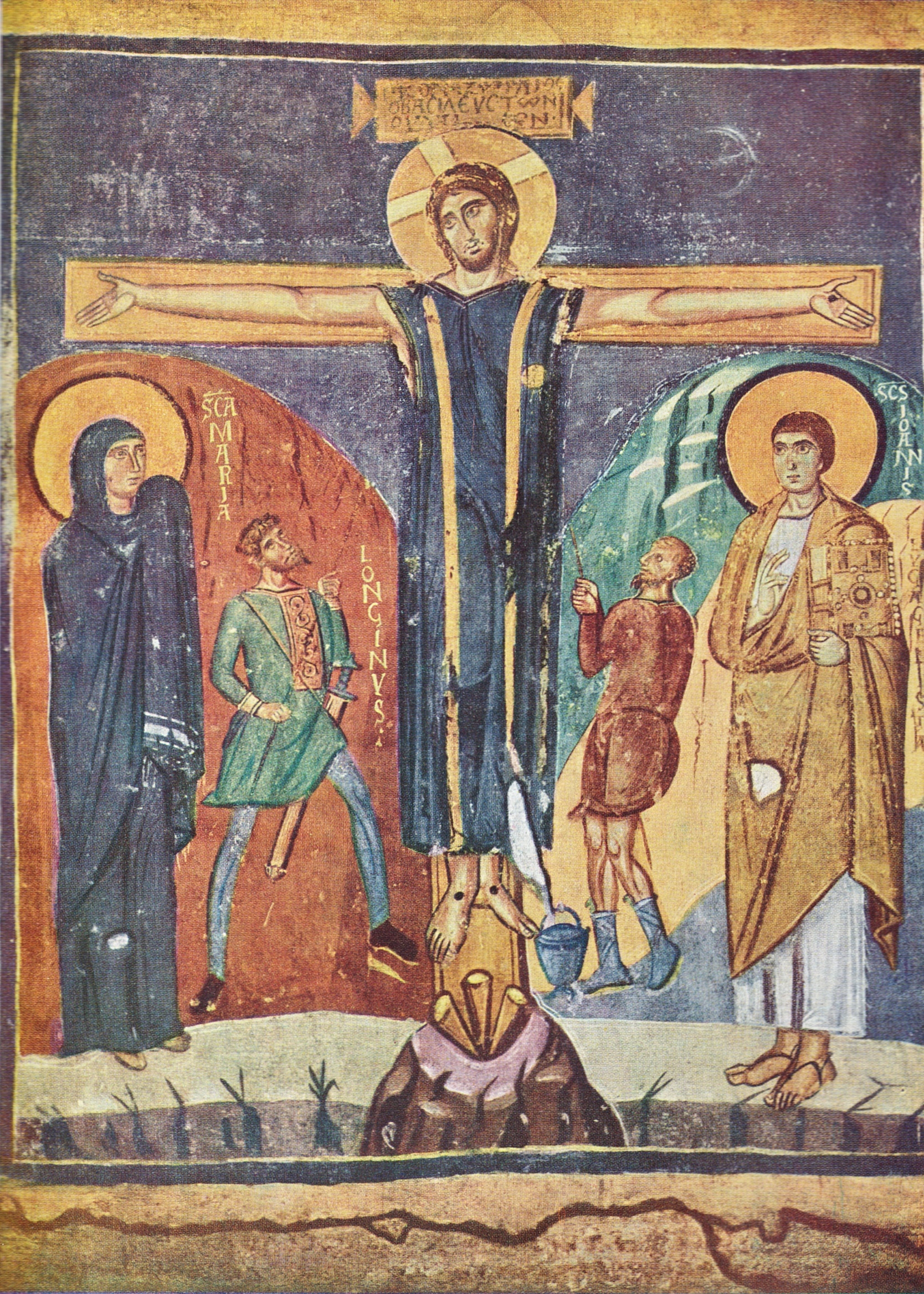
Распятие, фреска 741/752 годов в церкви Санта-Мария-Антиква в Риме

- 741—751 — майордом Нейстрии Пипин Короткий[1] (ок.714-768), сын Карла Мартелла. Изгнание арабов из Галлии.
- 741—747 — майордом Австразии Карломан.
- 741—752 — папа св. Захарий (ок. 690 — 752).
- 741—775 — Император Византии Константин V Копроним (июль 718 — 14 сентября 775). Сын Льва III. Женат на хазарке Ирине. Вёл успешную борьбу с арабами, походы к Евфрату и до границ Армении.
- Изгнание арабов из Галлии Карлом Мартеллом.
- Начало новых столкновений между Китаем и Тибетом.

## Родились
- Трисонг Децен

## Скончались
- Лев III Исавр
- Карл Мартелл («Молот», ок. 688—741) — франкский майордом, фактический правитель Франкского государства в 715—741 годах.